# Гиршенберг, Самуил
Самуил Давидович Гиршенберг (при рождении Шмул Хершенберг; 22 февраля 1865, Лодзь, Петроковская губерния — 15 сентября 1908, Иерусалим) — художник-реалист польско-еврейского происхождения, работавший в конце XIX и начале XX века.

## Биография
Самуил Хиршенберг (Хершенберг) родился в 1865 году в Лодзи, в семье Давида Гершенберга (1844, Згеж — 1907, Лодзь) и Суры-Перл Гершенберг (урождённой Авнер; 1845, Тушин — 1906, Лодзь). В 15 лет увидел картины Яна Матейко, которые произвели на него сильное впечатление. Два года он обучался рисованию в Кракове, затем с 1885 по 1889 годы учился в Королевской академии художеств в Мюнхене.
В 1893 году Хиршенберг обосновался в своём родном городе Лодзь. В творчестве художника значительное место заняла драматическая история еврейского народа. В этом направлении созданы известные произведения: «Блуждающий еврей» (1899), «Изгнанник» (1904) и «Чёрный флаг» (1905).
В 1900 году в Париже, Мюнхене и Берлине прошёл показ картины «Блуждающий еврей», которую очень ценил сам автор. Публика приняла картину достаточно холодно. Разочарованный художник был очень опечален, но нашёл в себе силы продолжить творческий путь.
В 1901 году Гиршенберг отправился в длительное путешествие в Италию. Там он продолжал рисовать. В 1904 году Гиршенберг вернулся в Польшу и поселился в Кракове. В 1907 году он последовал призыву своего друга Бориса Шаца и репатриировался в Палестину. Здесь художник успел создать ещё несколько полотен, но в 1908 году скоропостижно умер в Иерусалиме.

## Семья
Брат — Лев (Лайбуш) Гиршенберг (1869—1945) — также был художником. Другой брат — Хенрик (Израиль-Херш) Хиршенберг (Генрих Давидович Гиршенберг, 1885, Лодзь — 1955, Тель-Авив) — был архитектором (его жена Вера Фёдоровна Шехтель была дочерью выдающегося архитектора Фёдора Осиповича Шехтеля; их дочь — театральный художник Марина Сергеевна Лазарева-Станищева, 1919— 2000). Сестра Елена в 1896 году вышла замуж за скульптора Генриха Глиценштейна (1870—1942); их сын — художник Эмануэль Глиценштейн (Глицен Романо) (1897—1984).

## Известные картины
- Еврейское кладбище, 1892 год
- Шабат, 1894 год
- Блуждающий еврей, 1899 год
- Спиноза, 1907 год

## Галерея
- Вышивальщица
- Еврейское кладбище
- Капри
- Еврейский писатель
- Субботний отдых